# Melamphaes leprus
Melamphaes leprus is een straalvinnige vissensoort uit de familie van grootschubvissen (Melamphaidae). De wetenschappelijke naam van de soort is voor het eerst geldig gepubliceerd in 1962 door Ebeling.